# Ahmed ben Ismaïl
Moulay Ahmed (en arabe : ﻣﻮﻻﻱ أحمد), ou Moulay Abou al-Abbas Ahmed ben Ismaïl, surnommé « Moulay Ahmed Al-Dahabi », est un sultan du Maroc de la dynastie alaouite.
Fils de Moulay Ismaïl, il est né en 1677 à Meknès et décédé le 5 mars 1729 dans la même ville. Entre 1699 et 1700, il est responsable de la province de Tadla. Il règne de la mort de son père, le 22 mars 1727, jusqu'à sa déposition en faveur de son demi-frère Moulay Abdelmalek le 13 mars 1728, puis est de nouveau proclamé roi à Oued Beht, après la défaite et la déposition de ce dernier, le 3 avril 1728. Il meurt à Meknès le 5 mars 1729.

## Biographie

### Contexte, origines et jeunesse
Né vers 1677 à Meknès, Moulay Ahmed ben Ismaïl est l'un des nombreux fils de Moulay Ismaïl ben Chérif, second sultan du Maroc et quatrième souverain alaouite. Sa mère est Aïcha Moubarka ou Lalla Zaïdana, surnommée Impératrice du Maroc par les Européens. Il est le descendant de Hassan ad-Dakhil, 21e descendant de Mahomet et 17e descendant d'al-Zakiya, qui se serait installé à Sijilmassa en 1266.

## Sources